# Важни срещи и състави за Вердер Бремен

## Купа на Германия
- Финал'1961

| Вердер Бремен – Кайзерслаутерн – 2:0 | |
| Стадион:                             | Глюкауф-Кампфбан, Гелзенкирхен, 13 септември 1961 г., 18 000 зрители                                                                                           |
| Състав:                              | Хайнрих Кокартис, Йозеф Пионтек, Валтер Нахтвай, Хелмут Шимечек, Арнолд Шюц, Хелмут Ягелски, Гюнтер Вилмовиус, Вили Шрьодер, Хорст Барт, Вили Зоя, Клаус Хенел |
| Треньор:                             | Георг Кньопфле |
| Голове:                              | 1:0 Шрьодер (10.), 2:0 Ягиелски (52.) |

- Финал'1989

| Борусия Дортмунд – Вердер Бремен – 4:1 | |  |
| Стадион:                               | Олимпийски стадион, Берлин, 24 юни 1989 г., 76 431 зрители |  |
| Състав:                                | Оливер Рек, Томас Шааф, Рюне Братсет, Гунар Зауер, Джони Отен, Томас Волтер, Мирко Вотава, Дитер Айлтс, Гюнтер Херман, Карлхайнц Ридле, Франк Нойбарт. - Смени: Франк Орденевиц за Отен (55.), Манфред Бургсмюлер за Зауер (77.) |  |
| Треньор:                               | Ото Рехагел |  |
| Голове:                                | 0:1 Ридле (15.), 1:1 Дикел (21.), 2:1 Мил (58.), 3:1 Дикел (73.), 4:1 Луш (74.) |  |

- Финал'1990

| Кайзерслаутерн – Вердер Бремен 3:2 | |  |
| Стадион:                           | Олимпийски стадион, Берлин, 19 май 1990 г., 76 391 зрители |  |
| Състав:                            | Оливер Рек, Улрих Боровка, Руне Братсет, Джони Отен, Томас Волтер, Мирко Вотава, Уве Хартген, Дитер Айлтс, Гюнтер Херман, Карлхайнц Ридле, Уинтън Руфър. - Смени: Франк Нойбарт за Волтер (35.), Манфред Бургсмюлер за Боровка (52.) |  |
| Треньор:                           | Ото Рехагел |  |
| Голове:                            | 1:0 Лабадия (19.), 2:0 Лабадия (26.), 3:0 Кунц (30.), 3:1 Нойбарт (54.), 3:2 Бургсмюлер (72.) |  |

- Финал'1991

| Вердер Бремен – Кьолн 1:1 сл. прод., 4:3 сл. дузпи | |  |
| Стадион:                                           | Олимпийски стадион, Берлин, 19 май 1991 г., 73 000 зрители |  |
| Състав:                                            | Оливер Рек, Рюне Братсет, Мирко Вотава, Улрих Боровка, Томас Волтер, Гюнтер Херман, Дитер Айлтс, Франк Нойбарт, Марко Боде, Уинтън Руфър, Клаус Алофс. - Смени: Уве Хартген за Нойбарт (72.), Гунар Зауер за Херман (76.) |  |
| Треньор:                                           | Ото Рехагел |  |
| Голове:                                            | 1:0 Айлтс (48.), 1:1 Банах (63.) |  |
| Дузпи:                                             | Руди – встрани от вратата, Бодо Илгнер спасява удара на Алофс, 0:1 Хигъл, 1:1 Руфър, Рек спасява удара на Литбарски, 2:1 Братсет, 2:2 Банах, 3:2 Хартген, 3:3 Гьоц, 4:3 Боровка                                           |  |

- Финал'1994

| Вердер Бремен – Рот-Вайс Есен 3:1 | |  |
| Стадион:                          | Олимпийски стадион, Берлин, 14 май 1994 г., 76 391 зрители |  |
| Състав:                           | Оливер Рек - Рюне Братсет, Дитмар Байерсдорфер, Томас Волтер, Марио Баслер, Мирко Вотава, Андреас Херцог, Дитер Айлтс, Марко Боде, Бернд Хобш, Уинтън Руфър. - Смени: Андре Виденер за Баслер (75.), Боровка за Херцог (84.) |  |
| Треньор:                          | Ото Рехагел |  |
| Голове:                           | 1:0 Байерсдорфер (17.), 2:0 Херцог (38.), 2:1 Бангура (50.), 3:1 Руфър (88., дузпа) |  |

- Финал'1999

| Вердер Бремен – Байерн Мюнхен 1:1 сл. прод., 5:4 сл. дузпи | |  |
| Стадион:                                                   | Олимпийски стадион, Берлин, 12 юни 1999, 75 841 зрители |  |
| Състав:                                                    | Франк Рост - Бернхард Трарес - Йенс Тод, Рафаел Вики - Дитер Айлтс, Кристоф Дабровски, Юри Максимов, Андре Виденер - Андреас Херцог - Торстен Фрингс, Марко Боде. - Смени: Войтала за Херцог (45.), Раде Богданович за Дабровски (69.) |  |
| Треньор:                                                   | Томас Шааф |  |
| Голове:                                                    | 1:0 Максимов (4.), 1:1 Янкер (45.) |  |
| Дузпи:                                                     | 1:0 Боде, 1:1 Салихамиджич, Кан спасява удара на Тод, 1:2 Али Даеи, 2:2 Богданович, 2:3 Тарнат, 3:3 Вики, 3:4 Янкер, 4:4 Айлтс, Ефенберг стреля над вратата, 5:4 Рост, Рост спасява удара на Матеус                                    |  |

- Финал'2000

| Вердер Бремен – Байерн Мюнхен 0:3 | |  |
| Стадион:                          | Олимпийски стадион, Берлин, 6 май 2000 г., 75 841 зрители |  |
| Състав:                           | Франк Рост - Торстен Фрингс, Майк Бартен, Франк Бауман, Андре Виденер - Дитер Айлтс, Бернхард Трарес, Марко Боде - Андреас Херцог - Аилтон, Клаудио Писаро. - Смени: Виктор Скрипник за Виденер (16.), Дирк Флок за Айлтс (63.), Рафаел Вики за Трарес (71.) |  |
| Треньор:                          | Томас Шааф |  |
| Голове:                           | 0:1 Елбер (57.), 0:2 Паоло Серджо (83.), 0:3 Шол (90.) |  |

- Финал'2004

| Вердер Бремен – Алемания Аахен 3:2 | |  |
| Стадион:                           | Олимпийски стадион, Берлин, 29 май 2004 г., 71 682 зрители |  |
| Състав:                            | Андреас Райнке, Пол Сталтери, Валериен Исмаел, Младен Кръстаич, Кристиан Шулц, Франк Бауман, Тим Боровски, Фабиан Ернст, Жоан Мику, Иван Класнич, Аилтон. - Смени: Нелсон Валдес за Класнич (87.), Ангелос Харистеас за Боровски (88.), Виктор Скрипник за Шулц (88.) |  |
| Треньор:                           | Томас Шааф |  |
| Голове:                            | 1:0 Боровски (31.), 2:0 Класнич (45.), 2:1 Бланк (52.), 3:1 Боровски (84.), 3:2 Майер (90.) |  |

- Финал'2009

| Вердер Бремен – Байер Леверкузен 1:0 | |  |
| Стадион:                             | Олимпийски стадион, Берлин, 30 май 2009 г., 74 244 зрители |  |
| Състав:                              | Тим Визе, Клеменс Фриц, Налдо, Зебастиан Прьодъл, Зебастиан Бьониш, Франк Бауман, Торстен Фрингс, Месут Йозил, Диего, Уго Алмейда, Клаудио Писаро. - Смени: Петер Нимайер за Бауман (60.), Александрос Циолис за Йозил (87.), Маркус Русенбери за Уго Алмейда (90.) |  |
| Треньор:                             | Томас Шааф |  |
| Голове:                              | 1:0 Йозил (58.) |  |

## Купа на носителите на национални купи
- Финал'1992

| Вердер Бремен – Монако 2:0 | |  |
| Стадион:                   | Ещадио да Луш, Лисабон, 6 май 1992 г., 15 000 зрители |  |
| Състав:                    | Юрген Ролман, Рюне Братсет, Томас Волтер, Улрих Боровка, Манфред Бокенфелд, Мирко Вотава, Дитер Айлтс, Франк Нойбарт, Марко Боде - Уинтън Руфър, Клаус Алофс. - Смени: Томас Шааф за Волтер (34.), Щефан Кон за Нойбарт (75.) |  |
| Треньор:                   | Ото Рехагел |  |
| Голове:                    | 1:0 Алофс (41.), 2:0 Руфър (55.) |  |

## Купа на УЕФА
- Финал'2009

| Шахтьор Донецк – Вердер Бремен 2:1 сл. прод. | |
| Стадион:                                     | Фенербахче-Шюкрю-Сарачоолу, Истанбул, 20 май 2009 г., 37 357 зрители |
| Състав:                                      | Тим Визе, Клеменс Фриц, Зебастиан Прьодъл, Налдо, Зебастиан Бьониш, Петер Нимайер, Франк Бауман, Торстен Фрингс, Месут Йозил, Маркус Русенбери, Клаудио Писаро. - Смени: Аарън Хънт за Русенбери (78.), Петри Пасанен за Фриц (95.), Александрос Циолис за Нимайер (103.) |
| Треньор:                                     | Томас Шааф |
| Голове:                                      | 1:0 Луиш Адриано (26.), 1:1 Налдо (35.), 2:1 Жадсон (97.) |